# 埴生インターチェンジ

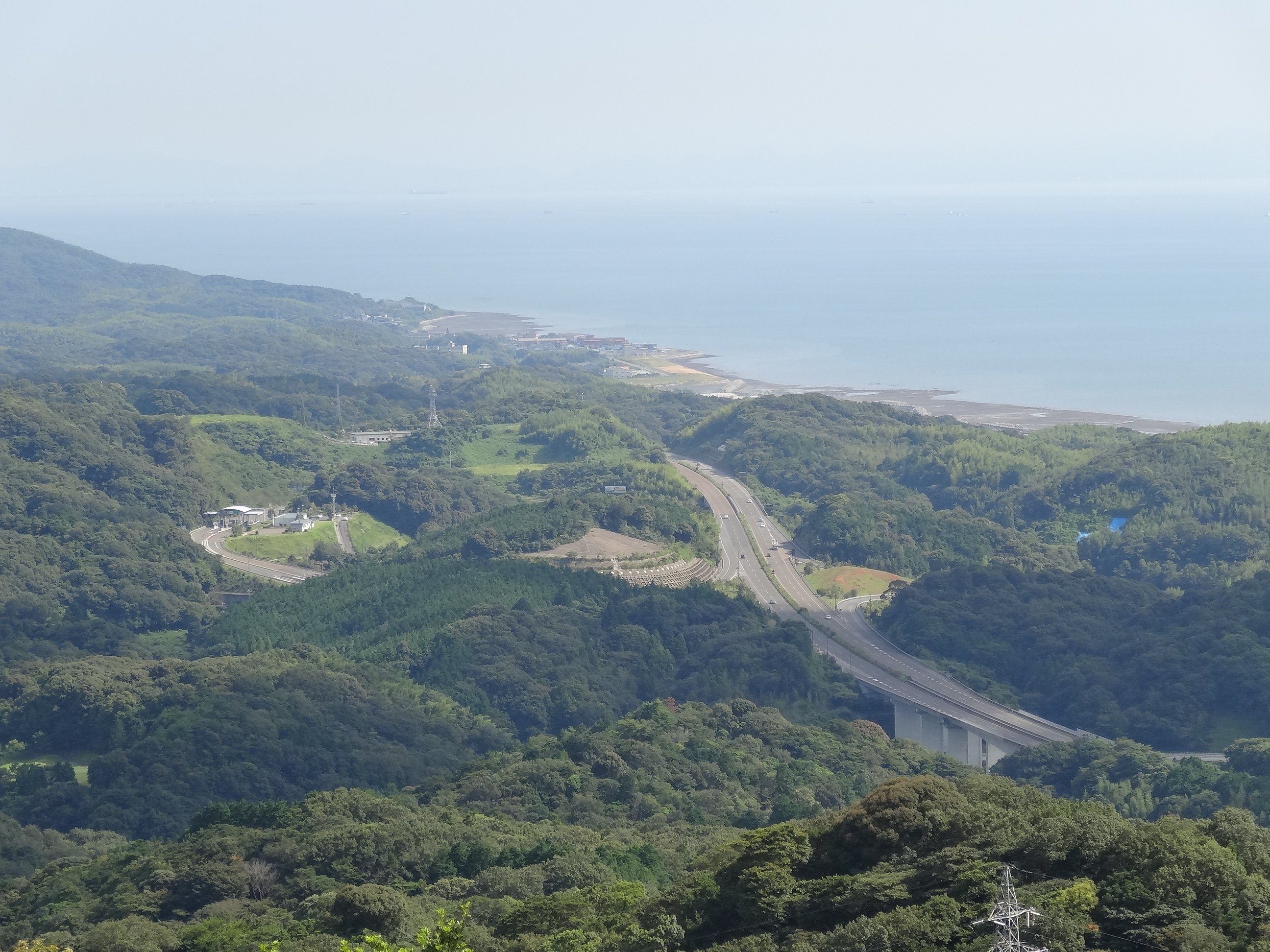
石山公園からの撮影（2012年9月）

埴生インターチェンジ（はぶインターチェンジ）は、山口県山陽小野田市大字埴生に所在する山陽自動車道（宇部下関線）のインターチェンジである。

## 概要
2001年（平成13年）3月11日の山陽自動車道（宇部下関線）開通に伴い、当時の厚狭郡山陽町（現・山陽小野田市）埴生地区に設けられた。
計画時点での仮称は、開通時の地方公共団体名（厚狭郡山陽町）から取った「山陽インターチェンジ」であったが、開通時点で既に岡山県赤磐郡山陽町（現・赤磐市）に山陽道の山陽ICがあったため、同一路線での重複を避けるため当インターチェンジの所在地の地名である「埴生」が名称に採用された。
山陽自動車道（宇部下関線）側はトランペット型、国道2号厚狭・埴生バイパス側はダイヤモンド型の構造となっている。

## 歴史
- 2001年（平成13年）3月11日：宇部JCT - 下関JCT間開通に伴い、供用開始[1]。

## 周辺
- 埴生駅（JR西日本・山陽本線）
- 山陽オートレース場
- 山陽国際ゴルフクラブ

## 接続する道路
- 直接接続
  - 国道2号（国道9号重複）厚狭・埴生バイパス

## 隣
E2 山陽自動車道（宇部下関線）
(44)小野田IC - (PA)周防灘PA - (45)埴生IC - (35-2)下関JCT